# Annexion de Kehl par la France
 (février 2017).
L'éphémère annexion de Kehl par la France commença à la fin de la Seconde Guerre mondiale et se termina définitivement le 8 avril 1953. Le 23 novembre 1944, les Alliés reconquéraient Strasbourg et, dès le lendemain, Kehl fut évacuée par sa population civile allemande, mais c’est seulement le 15 avril 1945 que les troupes françaises occupèrent la ville après que deux jours plus tôt les derniers soldats allemands se furent retirés. En juin 1945, Kehl ne fut pas incorporée à la zone d'occupation française créée dans le Sud-Ouest de l'Allemagne, mais à la France elle-même[réf. nécessaire] ce qui faisait d’elle une tête de pont sur la rive droite du Rhin. La frontière se situerait ainsi sur la Kinzig.
On donnait[Qui ?] comme justification que Kehl était devenu en 1942 un quartier de Strasbourg et devait à présent le rester[Interprétation personnelle ?][réf. nécessaire]. On ne prenait absolument pas en compte[Qui ?] que c’étaient les Nazis qui avaient été à l’origine de cette réforme administrative, et c’est ainsi qu’en 1946 Kehl se vit intégrée au  département du Bas-Rhin. Les noms de rues furent changés, presque toujours par traduction, sauf par exemple pour la Bismarckstraße qui devint pour peu de temps rue de Stalingrad[réf. nécessaire].

## En 1953 Kehl redevient allemande
Cependant l'accord de Washington du 8 avril 1949 mit fin aux prétentions de la France, car les ministres des Affaires étrangères des États-Unis, de Grande-Bretagne et de France décidèrent entre autres choses dans leurs discussions sur l’Allemagne que Kehl devait rester allemand ainsi que l'ile d’Heligoland, que les Britanniques avaient d'abord revendiquée pour eux-mêmes[réf. nécessaire].
Ensuite on prévit de remettre peu à peu à l'administration allemande le territoire de la ville de Kehl selon 42 secteurs, car il fallait ramener de l'autre côté du Rhin les Français qui s’y étaient installés depuis 1945. C’est le 29 juillet 1949 qu’eut lieu l'évacuation du premier secteur en présence du président du Land de Bade Leo Wohleb : ensuite, chaque fois à des intervalles de quatre à six semaines, les autres rues furent évacuées[réf. nécessaire]. 
C’est le 8 avril 1953 que les derniers Français se retirèrent : Kehl était de nouveau une ville allemande.
Des 10 000 habitants que l'on avait évacués en novembre 1944, seulement 600 étaient revenus jusqu'à la fin de 1949 – après la quatrième libération partielle – ce qui ne faisait donc que cinq pour cent de la population antérieure[réf. souhaitée]. Cependant, quand l’évacuation fut terminée (avril 1953), 8 424 Allemands vivaient déjà dans la ville, et à la fin de 1954, le niveau d'avant-guerre était atteint (11 162 habitants contre 11 558 habitants le 17 mai 1939).

## Sources
- Wolfgang Reith, Der französische Brückenkopf in Baden, Vor 65 Jahren begann Frankreich mit der Rückgabe der Stadt Kehl an Deutschland, sur auslandsschulnetz.de, p. 32-33.
- Klaus Richard Gras, Kehler Strassennamen und ihre Bedeutung, Historischer Verein Mittelbaden, 1998.